# Confédération européenne de la police
La Confédération européenne de la police (Eurocop) est une fédération syndicale européenne créée en 2002 et affiliée à la Confédération européenne des syndicats. Elle rassemble les syndicats de policiers de 21 pays. 

## Lobbying
Eurocop est inscrit depuis 2014 au registre des représentants d'intérêts de l'Union européenne, et déclare à ce titre en 2020 des dépenses d'un montant compris entre 100 000 et 200 000 euros. 